# 菊地吉治郎
菊地 吉治郎（きくち よしじろう、1896年7月31日 - 1967年9月19日）は、日本の経営者。札幌テレビ放送社長を務めた。栃木県出身。

## 経歴
1914年に真岡中学校を卒業。1920年2月に北海タイムス記者に就任し、1950年1月には社長に就任。1957年4月から1961年5月までに札幌テレビ放送社長を務めた。
1967年9月19日腺癌のために死去。71歳没。